# Danh sách 100 phim giật gân của Viện phim Mỹ
Danh sách 100 phim giật gân của Viện phim Mỹ (tiếng Anh: AFI's 100 Years... 100 Thrills) là một trong các danh sách được Viện phim Mỹ (American Film Institute, viết tắt là AFI) lập ra nhân dịp kỉ niệm 100 năm ngày ra đời của nghệ thuật điện ảnh. Danh sách này bao gồm 100 bộ phim giật gân được coi là hay nhất của điện ảnh Mỹ, nó được công bố ngày 12 tháng 6 năm 2001.
Đạo diễn huyền thoại của thể loại phim rùng rợn, Alfred Hitchcock, là người có nhiều phim nhất trong danh sách với 9 phim (trong đó Psycho chiếm vị trí đầu bảng cùng với North by Northwest, The Birds là ba trong số mười phim có vị trí cao nhất). Hai đạo diễn xếp sau Hitchcock là Steven Spielberg (6 phim) và Stanley Kubrick (5 phim).
Terminator 2: Judgement Day là phần tiếp theo duy nhất có trong danh sách này. Phần đầu là The Terminator.

## Danh sách
1. Psycho (1960)
2. Hàm cá mập (Jaws, 1975)
3. The Exorcist (1973)
4. North by Northwest (1959)
5. Sự im lặng của bầy cừu (The Silence of the Lambs, 1991)
6. Alien (1979)
7. The Birds (1963)
8. The French Connection (1971)
9. Rosemary's Baby (1968)
10. Raiders of the Lost Ark (1981)
11. Bố già (The Godfather, 1972)
12. King Kong (1933)
13. Bonnie and Clyde (1967)
14. Rear Window (1954)
15. Deliverance (1972)
16. Chinatown (1974)
17. The Manchurian Candidate (1962)
18. Vertigo (1958)
19. The Great Escape (1963)
20. High Noon (1952)
21. A Clockwork Orange (1971)
22. Taxi Driver (1976)
23. Lawrence xứ Ả Rập (Lawrence of Arabia, 1962)
24. Double Indemnity (1944)
25. Titanic (1997)
26. The Maltese Falcon (1941)
27. Chiến tranh giữa các vì sao (Star Wars, 1977)
28. Fatal Attraction (1987)
29. The Shining (1980)
30. The Deer Hunter (1978)
31. Close Encounters of the Third Kind (1977)
32. Strangers on a Train (1951)
33. The Fugitive (1993)
34. The Night of the Hunter (1955)
35. Công viên kỷ Jura (Jurassic Park, 1993)
36. Bullitt (1968)
37. Casablanca (1942)
38. Notorious (1946)
39. Die Hard (1988)
40. 2001: A Space Odyssey (1968)
41. Dirty Harry (1971)
42. Kẻ hủy diệt (The Terminator, 1984)
43. The Wizard of Oz (1939)
44. E.T. người ngoài hành tinh (E.T. the Extra-Terrestrial, 1982)
45. Giải cứu binh nhì Ryan (Saving Private Ryan, 1998)
46. Carrie (1976)
47. Invasion of the Body Snatchers (1956)
48. Dial M for Murder (1954)
49. Ben-Hur (1959)
50. Marathon Man (1976)
51. Raging Bull (1980)
52. Rocky (1976)
53. Pulp Fiction (1994)
54. Butch Cassidy and the Sundance Kid (1969)
55. Wait Until Dark (1967)
56. Frankenstein (1931)
57. All the President's Men (1976)
58. Cầu sông Kwai (The Bridge on the River Kwai, 1957)
59. Planet of the Apes (1968)
60. Giác quan thứ sáu (The Sixth Sense, 1999)
61. Cape Fear (1962)
62. Spartacus (1960)
63. What Ever Happened to Baby Jane? (1962)
64. Touch of Evil (1958)
65. The Dirty Dozen (1967)
66. Ma trận (The Matrix, 1999)
67. The Treasure of the Sierra Madre (1948)
68. Halloween (1978)
69. The Wild Bunch (1969)
70. Dog Day Afternoon (1975)
71. Goldfinger (1964)
72. Trung đội (Platoon, 1986)
73. Laura (1944)
74. Blade Runner (1982)
75. The Third Man (1949)
76. Thelma and Louise (1991)
77. Kẻ hủy diệt 2: Ngày phán xét (Terminator 2: Judgment Day, 1991)
78. Gaslight (1944)
79. The Magnificent Seven (1960)
80. Rebecca (1940)
81. The Omen (1976)
82. The Day the Earth Stood Still (1951)
83. The Phantom of the Opera (1925)
84. Poltergeist (1982)
85. Dracula (1931)
86. The Picture of Dorian Gray (1945)
87. The Thing from Another World (1951)
88. 12 Angry Men (1957)
89. The Guns of Navarone (1961)
90. The Poseidon Adventure (1972)
91. Trái tim dũng cảm (Braveheart, 1995)
92. Body Heat (1981)
93. Night of the Living Dead (1968)
94. The China Syndrome (1979)
95. Full Metal Jacket (1987)
96. Blue Velvet (1986)
97. Safety Last! (1923)
98. Blood Simple (1984)
99. Tốc độ (Speed, 1994)
100. The Adventures of Robin Hood (1938)